# Estrecho de San Juanico
El estrecho de San Juanico (en inglés, San Juanico Strait) es un estrecho marino localizado en el archipiélago filipino, que separa la isla de Samar, al norte, de la isla de Leyte, al sur. El estrecho de San Juanico conecta el mar de Bisayas con el mar de las Filipinas y es parte de la vía marítima que a través del archipiélago filipino, conecta el mar de la China Meridional  con el océano Pacífico, pasando por los mares menores de las Bisayas, Sibuyan y Sulu. 
En su punto más estrecho, el estrecho tiene solo 2 kilómetros de ancho, siendo uno de los estrechos más angostos del mundo. El estrecho es atravesado tanto por el puente de San Juanico como por una línea aérea de la compañía HVDC Leyte - Luzon, que lo cruza  con una torre sobre una isla deshabitata.

## Historia
Los españoles fueron quienes nombraron este estrecho. La primera referencia a los españoles y al estrecho de San Bernardino es durante la expedición de 1543-45 de Ruy López de Villalobos, que fue enviado por Antonio de Mendoza —primer virrey de Nueva España, a las órdenes del emperador Carlos V— para establecer una colonia española, cerca de las islas de las especias (islas Molucas) ya ocupadas por los portugueses.
Durante esta expedición fallida, un barco solo, el pequeño San Juan de Letrán, con una tripulación mínima de solo 20 hombres, reconoció más de 5.000 kilómetros en aguas del archipiélago filipino, incluidas las del estrecho de San Bernardino —entre Luzón y Leyte— y el estrecho de San Juanico.
El San Juan también circunnavegó completamente la isla de Mindanao, y luego trató de llegar a México, pero fue arrojado a las islas Marianas por una tormenta en el Pacífico Norte. Hizo su camino de vuelta de las Filipinas (como nombró a las islas Villalobos, que también nombró las islas individualmente como Samar y Leyte) y el 3 de enero de 1544 encalló en las traicioneras corrientes del estrecho de San Bernardino «así como docenas de barcos españoles harían los siguientes tres siglos».